# Nikol Pachinian
Nikol Pachinian (en arménien : Նիկոլ Փաշինյան, /nikɔl pʰɑʃinˈjɑn/), né le 1er juin 1975 à Idjevan (RSS d'Arménie), est un journaliste et homme d'État arménien, Premier ministre depuis le 8 mai 2018.
Membre de plusieurs mouvements d'opposition à Robert Kotcharian puis Serge Sarkissian, il appartient au parti libéral pro-européen Contrat civil (KP). En 2012, il est élu député à l'Assemblée nationale, un mandat qu'il conserve en 2017.
Dans le cadre de la révolution de 2018, déclenchée à la suite de la tentative de Sarkissian de se maintenir au pouvoir à l'issue de son mandat présidentiel, il apparaît comme la principale figure de l'opposition. Le 8 mai, deux semaines après la démission de Sarkissian, il est élu Premier ministre par les députés. En octobre 2018, il provoque la tenue de législatives anticipées pour décembre 2018, que son parti remporte par une écrasante victoire. Son mandat est notamment marqué par une aggravation des relations avec l'Azerbaïdjan, et par la guerre de 2020 qui se termine par une défaite de son pays, perdant le contrôle de la majorité des territoires du Haut Karabagh. En conséquence, il affronte des manifestations nationalistes et convoque de nouvelles élections en 2021 que son parti remporte. Le conflit frontalier avec l'Azerbaïdjan se poursuit avec une longue crise frontalière marquée par la dégradation des relations avec la Russie. Le conflit de 2023 parachève la défaite de l'Arménie.

## Biographie

### Journaliste engagé
Journaliste à partir de 1994, Nikol Vovayi Pachinian dirige le journal Haykakan Jamanak (The Armenian Times), très critique envers les gouvernements de Robert Kotcharian et Serge Sarkissian. Il est victime d'une tentative de meurtre le 22 novembre 2004.
Il est arrêté après une cavale d'un an, à la suite de sa participation à des manifestations contestant les résultats de l'élection présidentielle arménienne de 2008, remportée par Serge Sarkissian, puis libéré en 2011 à la suite d'une amnistie. Le 26 juillet 2018, peu après la révolution arménienne de 2018, l'ancien président Robert Kotcharian est accusé de « rupture de l'ordre constitutionnel », accusation pour laquelle il risque 15 ans de prison, pour des soupçons de fraudes électorales lors de l'élection présidentielle arménienne de 2008 en faveur de Serge Sarkissian. Il est arrêté le lendemain 27 juillet.
Élu député lors des élections législatives du 6 mai 2012, il est réélu au cours des élections du 2 avril 2017. Il appartient alors au parti Contrat civil (KP), qui participe à l'Alliance « La sortie » (Yelk), arrivée en troisième position avec 7,78%.

### Leader de l'opposition

#### Révolution de 2018 et arrestation
Nikol Pachinian est brièvement arrêté le 22 avril 2018, après avoir organisé la révolution contre l'investiture de l'ancien président de la République Serge Sarkissian — au pouvoir depuis 2008 — au poste de Premier ministre récemment renforcé par une révision constitutionnelle. Sarkissian présente finalement sa démission le lendemain, face aux protestations antigouvernementales qui secouent le pays depuis 11 jours. Pachinian et deux autres députés sont alors libérés.

#### Échec à accéder au pouvoir

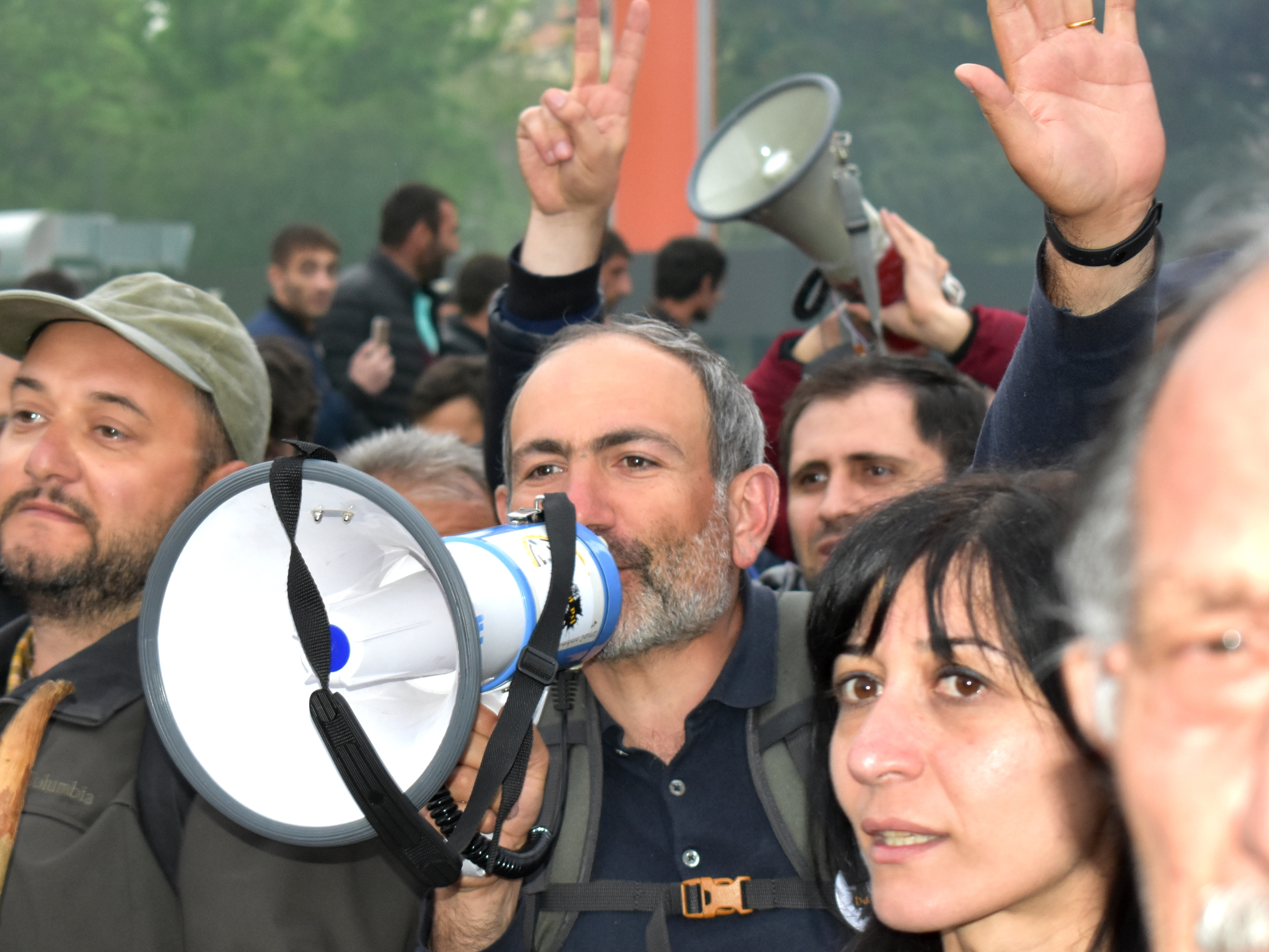
Nikol Pachinian le 13 avril 2018.

Le 26 avril 2018, s'autoproclamant « candidat du peuple », Nikol Pachinian déclare que s'il n'est pas investi Premier ministre, « il n'y aura pas du tout de Premier ministre en Arménie ».
Le 30 avril 2018, la coalition Yelk le désigne candidat au poste de Premier ministre. Après l'expiration du délai de dépôt de candidatures, il est alors le seul candidat au poste. Il promet d'organiser des législatives anticipées s'il est élu, mais précise qu'une telle décision doit être consensuelle. En politique étrangère, il promet de maintenir le pays dans l'Union eurasiatique.
Sa candidature est rejetée lors du vote de l'Assemblée nationale le lendemain par 45 voix pour et 55 contre. Le jour même, Edouard Charmazanov, porte-parole du Parti républicain d'Arménie et vice-président de l'Assemblée, avait déclaré qu'« après la rencontre insatisfaisante d'hier, je suis convaincu que M.Pachinian ne peut pas être Premier ministre ». L'opposant appelle alors à bloquer les routes, les aéroports et les transports publics.

### Premier ministre

#### Premier mandat

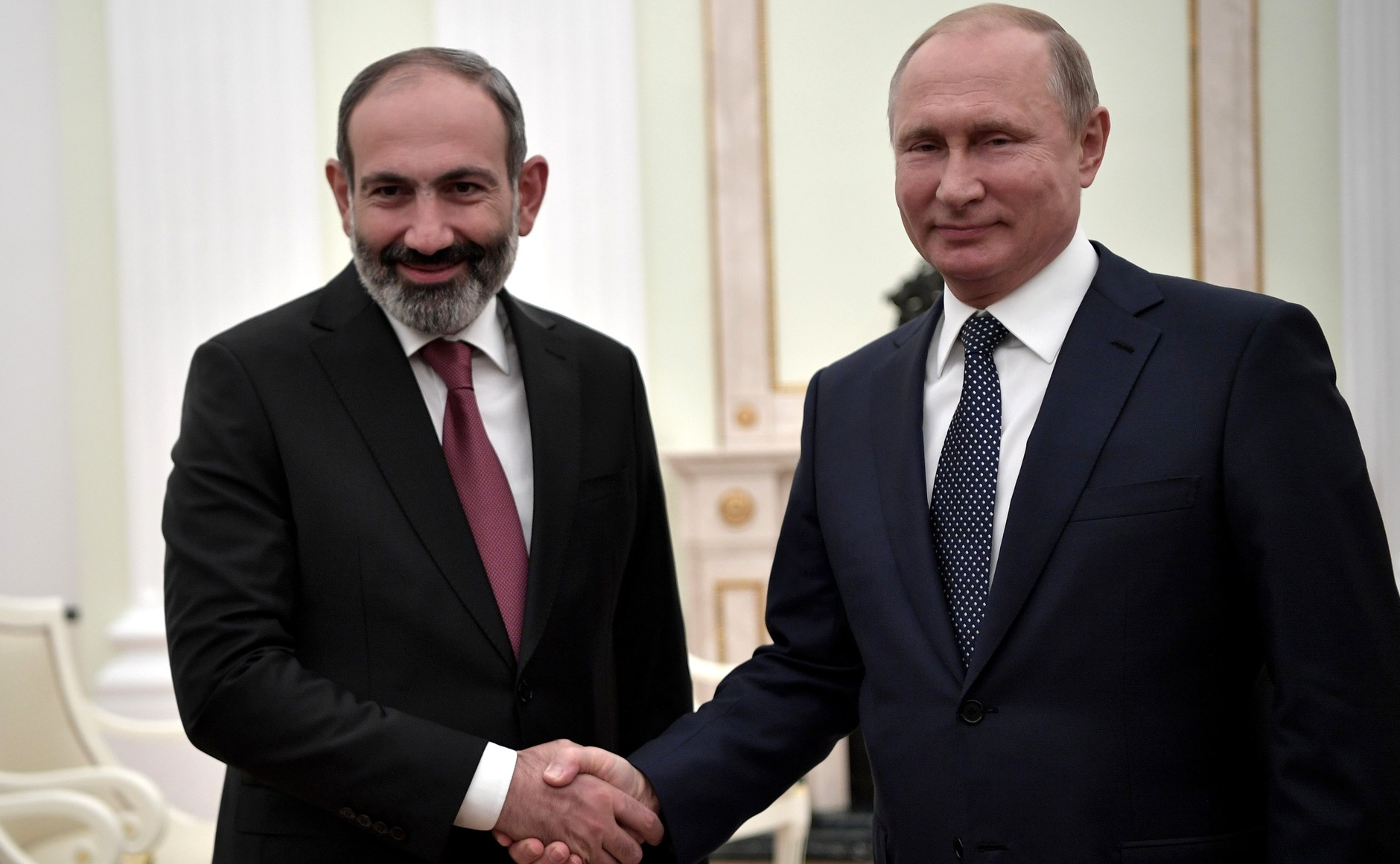
Nikol Pachinian (à gauche) et Vladimir Poutine (à droite) le 13 juin 2018.

Finalement le 2 mai, des membres du Parti républicain suggèrent que lors de la nouvelle séance d'investiture programmée le 8 mai, le parti pourrait voter en faveur de Nikol Pachinian. Celui-ci appelle donc à une levée du blocage de l'aéroport et une suspension du mouvement jusqu'au jour du vote. Le 3 mai, la candidature de Pachinian est de nouveau annoncée et le Parti républicain indique qu'il votera en sa faveur.
À nouveau seul candidat en lice, Nikol Pachinian est élu Premier ministre d'Arménie le matin du 8 mai par 59 voix favorables, soit six de plus que la majorité minimum requise. Il reçoit le soutien de 11 élus du Parti républicain, qui confirme cependant s'opposer à son programme. Le choix des républicains de le faire accéder au pouvoir vient du fait qu'une nouvelle investiture infructueuse aurait amené à une dissolution automatique de l'Assemblée. Le président du groupe parlementaire du Parti républicain Vagram Bagdassarian affirme avoir fait primer « la stabilité du pays », tandis que dans son discours Pachinian dit vouloir « assurer une vie normale dans le pays », faisant la promesse de mettre fin à la corruption et aux persécutions politiques.
Le 9 mai 2018, pour son premier voyage officiel, il se rend dans le Haut-Karabagh.
Le 7 juin 2018, il promet des législatives d'ici le printemps 2019.
Des élections municipales anticipées se déroulent dans la capitale Erevan le 23 septembre 2018. Le scrutin, auquel le Parti républicain ne participe pas, est remporté par le parti Mon pas mené par Hayk Maroutian, membre du Contrat civil, en alliance avec le Parti de la mission, tous deux alliés à Nikol Pachinian et son Alliance « La sortie ». Leur victoire écrasante avec plus de 80 % des suffrages et 56 sièges sur 65 est considérée comme un test très favorable pour ce dernier, la capitale de l'Arménie rassemblant près de la moitié de ses habitants. Nikol Pachinian avait appelé a voter pour ses alliés, affirmant que le résultat des municipales permettrait de déterminer s'il a assez de soutien pour convoquer des élections législatives anticipées.
Le 2 octobre 2018, Pachinian annonce sa démission prochaine et la convocation de législatives anticipées pour décembre 2018. Le 3 octobre 2018, le président de la République Armen Sarkissian limoge les ministres membres de la Fédération révolutionnaire arménienne et d'Arménie prospère, après le vote des partis dont ils sont membres en faveur de lois censées empêcher la convocation des législatives anticipées. Le 11 octobre, il annonce sa démission, effective le 15 octobre, et l'organisation d'élections anticipées pour le 9 ou 10 décembre. Il démissionne effectivement le 16 octobre.
Le 1er novembre, après l'échec des députés à élire un successeur à Pachinian, le Parlement est dissous et le scrutin fixé au 9 décembre.

#### Élections législatives de 2018

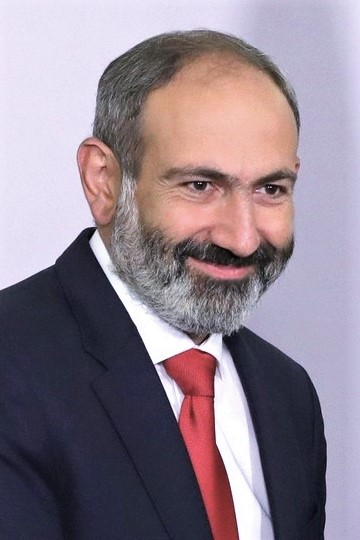
Pachinian en 2018

À l'issue du scrutin, l'Alliance « Mon pas » remporte une victoire écrasante, celle-ci réunissant à elle seule plus de 70 % des suffrages exprimés, loin devant les autres partis qui se cantonnent quant à eux à des résultats à un chiffre et dont seuls deux d'entre eux franchissent le seuil électoral de 5 %. Arménie prospère, et celui anciennement allié à Nikol Pachinian aux précédentes élections, Arménie lumineuse, réunissent ainsi un peu plus de 8 et 6 % respectivement. Le Parti républicain d'Arménie subit pour sa part une lourde défaite. Avec 4,70 % des suffrages, l'ex-parti majoritaire manque de peu le seuil électoral et perd l'intégralité de ses sièges,.

#### Second mandat
Le 14 janvier 2019, il est de nouveau nommé Premier ministre.
En mai 2019, à l'occasion de sa première année au pouvoir, il revendique la création de « 51 000 emplois, des hausses de salaires et des arrestations de responsables » comme faisant partie de ses « cent réalisations ».
Le 20 mai 2019, peu après une décision de la cour d'Erevan de libérer provisoirement l'ancien président Robert Kotcharian, accusé d'avoir falsifié les résultats de l'élection présidentielle arménienne de 2008 au profit de Sarkissian, Pachinian appelle à des blocus des tribunaux. Il promet alors de « purger le système judiciaire » qu'il accuse d'être « illégitime » et d'être un « vestige » de l'ancien gouvernement.
Le 1er juin 2020, il annonce être atteint par le Covid-19. Le 8 juin, il annonce être guéri.
L'opposant Gagik Tsaroukian est arrêté le 16 juin après la levée de son immunité parlementaire par le Parlement. Des manifestants réclament alors la démission de Pachinian en soutien à Tsaroukian et en réaction à la crise sanitaire,.
Du 12 au 16 juillet 2020, il doit faire face à des affrontements armés arméno-azerbaïdjanais, préludes de la seconde guerre du Haut-Karabagh qui éclate le 27 septembre suivant,. Le 9 novembre 2020, le Premier ministre Pachinian signe un accord de fin des hostilités qualifié de « capitulation » par le président azerbaïdjanais Ilham Aliev. Le lendemain 10 novembre, une déclaration conjointe du président de la République d'Azerbaïdjan, du Premier ministre d'Arménie et du président de la fédération de Russie sur un cessez-le-feu complet et toutes les hostilités dans la zone du Haut-Karabakh est publiée à minuit heure de Moscou le 10 novembre 2020.
Des manifestations éclatent à Erevan en réaction à cette nouvelle. Pachinian réagit en proposant en retour la formation d'un gouvernement d'unité nationale dont il garderait la tête avant la tenue d'élections en 2021. Cependant, courant février 2021, le parti au pouvoir se montre opposé à la tenue d'un scrutin anticipé. Celui-ci tente par ailleurs d'amender la Constitution de façon à permettre de dissoudre le Parlement sans que le Premier ministre ne démissionne. Cependant, ayant perdu cinq députés, celui-ci ne bénéficie plus de la majorité des deux tiers nécessaire.
Le 25 février, le chef d'état-major de l'armée Onik Gasparian et plusieurs généraux demandent également la démission de Pachinian. Celui-ci répond en demandant à ses partisans de se rassembler dans les rues de la capitale, en limogeant Gasparian et en condamnant ce qu'il considère comme une « tentative de coup d’État militaire »,. Le gouvernement russe — allié de l'Arménie — dit suivre la situation « avec préoccupation » et invite les parties au calme.
Nikol Pachinian propose le 1er mars suivant d’organiser des élections législatives anticipées, à la condition que l'opposition parlementaire y soit favorable. Le 18 mars, il décide de fixer la date des élections au 20 juin suivant. Fin mars, Pachinian annonce sa démission d'ici avril pour provoquer le scrutin. Celle-ci intervient le 25 avril.

#### Élections législatives de 2021
Malgré des sondages qui donnaient l'Alliance arménienne au coude à coude avec Contrat civil, ce dernier remporte largement le scrutin, accusant seulement un léger recul par rapport à 2018. Le parti du Premier ministre parvient même à renouveler la majorité des deux tiers remportée aux précédentes législatives. Le scrutin se révèle une victoire surprise pour Nikol Pachinian, qui conserve une confortable majorité à l'assemblée nationale et qualifie le résultat inespéré de « révolution d’acier » en référence à la « révolution de velours » de 2018. Avec près de 54 % des suffrages exprimés et 72 sièges sur 107, Contrat civil détient ainsi seul la majorité absolue lui permettant de gouverner sans recourir à un gouvernement de coalition,,.

#### Troisième mandat
Le 2 août 2021, Nikol Pachinian est de nouveau nommé Premier ministre.
Les affrontements répétés depuis 2018 entre le président Armen Sarkissian et Nikol Pachinian quant à l'exercice des pouvoirs du chef de l'Etat notamment lors de la crise politique de 2021 finissent cependant par conduire Armen Sarkissian à annoncer sa démission le 23 janvier 2022. Le président évoque à cette occasion son incapacité à agir sur la vie politique, déplorant que sa fonction « ne dispose pas des outils nécessaires pour influer sur les processus importants de la politique étrangère et intérieure dans des moments difficiles pour le peuple et le pays ». Sarkissian appelle dans la foulée à une révision constitutionnelle afin d'équilibrer les pouvoirs entre les deux chefs de l'executif,,. En accord avec la constitution, le président de l'Assemblée nationale Alen Simonian assure l'intérim, une élection présidentielle devant être organisée entre 25 et 35 jours après la démission de Sarkissian. Conformément à la loi arménienne, la démission deviendra effective si elle n'est pas retirée une semaine après son annonce.
Le conflit frontalier avec l'Azerbaïdjan se poursuit avec une longue crise frontalière marquée par la dégradation des relations avec la Russie. Le conflit de 2023 semble parachever la défaite des indépendantistes arméniens et indirectement de l'Arménie,.
En juin 2025, Nikol Pachinian annonce que les services de sécurité ont déjoué une tentative de coup d'État qu'il attribue au « clergé criminel oligarchique ». 16 suspects font l'objet de poursuites judiciaires, dont l'archevêque Bagrat Galstanian (en), figure de l'opposition qui avait mené des manifestations contre le Premier ministre en 2024 (en). Selon les autorités, le complot impliquait plus de 1 000 personnes recrutées depuis janvier 2025 et était prévu pour le 21 septembre, jour de l'indépendance. L'oligarque russo-arménien Samvel Karapetyan est également arrêté.

### Idéologie politique
Après avoir dans un premier temps critiqué la Russie, souhaitant que son pays sorte de l'Union eurasiatique, Nikol Pachinian s'est ensuite engagé à maintenir les liens avec le pays.
Pour le politologue Mikael Zoian, « Pachinian n'a pas de programme économique très clair, on ne sait pas exactement quel modèle il va adopter. Certainement un modèle libéral avec des garanties sociales. Il parle beaucoup d'inégalités ». Il ajoute que « Pachinian est un homme politique public, il n’aura pas froid aux yeux. Par exemple sur la question de la vente d’armes à l’Azerbaïdjan par la Russie ou encore la Biélorussie. Le discours sera plus franc, mais toujours dans le cadre des accords existants. Pachinian n’est pas le Saakachvili arménien, comme on le craint à Moscou ».

### Vie privée
Nikol Pachinian est marié à la journaliste Anna Hakobian et père de quatre enfants.

## Image et réputation
Lors de la Révolution de velours de 2018, Pashinyan a été largement décrit comme un révolutionnaire.

### Critique
Écrivant dans TheArmenian Mirror-Spectator, Philippe Raffi Kalfayan, avocat spécialisé en droit international, a critiqué Pashinyan pour avoir utilisé un « discours autoritaire et source de division » et a accusé Pachinian d'attaquer l'État de droit. Kalfayan a également écrit que, deux ans après la Révolution de velours, l'Arménie était plus faible que jamais.
Le discours de Pachinian à l'Assemblée nationale d'Arménie le 6 février 2020, dans lequel il a déclaré : « La Cour constitutionnelle représente le régime corrompu de Serge Sarkissian, plutôt que le peuple, et elle doit disparaître », à la suite de l'adoption d'un amendement constitutionnel qui a supprimé trois des neuf juges de la Cour constitutionnelle, a rencontré des réactions négatives de la part de certaines personnalités publiques en Arménie.
Pachinian a fait face à des manifestations de rue après avoir signé un accord de cessez-le-feu avec l'Azerbaïdjan pour mettre fin aux combats au Haut-Karabakh qui ont commencé fin septembre. Les manifestants ont exigé sa démission, le qualifiant de « traître » et l'accord de « trahison ».